# 坂本工宜
坂本 工宜（さかもと こうき、1994年8月19日 - ）は、滋賀県高島市出身の元プロ野球選手（投手）、指導者。右投右打。兵庫ブレイバーズでの登録名は工宜（こうき）。2025年から読売ジャイアンツ女子チームのコーチを務める。

## 経歴

### プロ入り前
祖父が大の巨人ファンだった影響で、小学3年から野球を始める。高島市立安曇川中学校から関西学院高等部に進学。部員約180人の硬式野球部で外野手としてレギュラーを目指したものの、公式戦ではベンチ入りすら果たせないまま、系列校の関西学院大学に進んだ。
関西学院大学で投手への転向を志したが、硬式野球部が「高校時代までの投手経験者しか投手として公式戦に出場させない」という方針を取っていたことから、外野手として準硬式野球部へ入部。2年時に投手に転向してからは、ストレートで最速147km/hを計測するまでに成長した。関西六大学準硬式野球のリーグ戦では、4年時の春季にチーム9季振りの優勝へ貢献。最多勝利・最多奪三振・MVPのタイトルも獲得した。
2016年のNPB育成ドラフト会議で、巨人から4巡目で指名。支度金300万円、年俸240万円（金額は推定）という条件で、育成選手として入団した。入団当初の背番号は006。

### 巨人時代
2017年には、フューチャーズの一員として臨んだ4月12日の対東京ヤクルトスワローズとの非公式戦で実戦デビューを果たした。公式戦での登板機会はなかったが、三軍戦では5勝3敗、防御率2.92を記録。シーズン終了後に台湾で開かれた2017アジアウインターベースボールリーグには、二軍（イースタン・リーグ）公式戦での登板実績がないにもかかわらず、NPBイースタン選抜のメンバーに名を連ねた。
2018年には、イースタン・リーグ公式戦で、ヤクルトとの開幕カード第2戦の先発投手に抜擢。その後は、先発・救援の両方で実戦経験を積みながら、通算23試合の登板で3勝4敗、防御率4.85という成績を残した。
2019年には、春季1次キャンプを二軍で迎えたが、キャンプ中の紅白戦で好投。育成選手からただ1人、2次キャンプから一軍に合流すると、オープン戦でも開幕から救援で好投を続けた。3月2日には、育成選手契約から支配下選手契約へ移行するとともに、背番号を58に変更することが発表された。3月4日付で、NPBから支配下登録選手として公示。4月13日の対東京ヤクルトスワローズ戦（東京ドーム）で2点を追う8回表に5番手として登板し、これが一軍初登板となった。しかし、田代将太郎に適時三塁打を打たれるなど3者連続適時打を打たれ、1回3失点というデビューになった。翌4月14日の試合（対ヤクルト）では敗色濃厚の5点差の9回表に6番手で登板し、2安打されながらも1回を無失点で抑えたが、4月15日に一軍登録を抹消された。二軍で23試合に登板し、4勝5敗、防御率3.28という成績を挙げるも再度一軍に昇格することはなく、10月1日、戦力外通告を受ける。11月12日に大阪シティ信用金庫スタジアムで開催された12球団合同トライアウトに参加し、打者3人に対して2三振を奪うなど無安打で抑え込む好投を見せ、「まだまだやれると思っている」と語った。

### 無所属時代
トライアウト後、どの球団からも声が掛からなかったが無所属のまま、兵庫県西宮市の野球専門施設「ベースボールメディカルセンター」を拠点に練習を続けた。現状ではプロでは通用しないと判断して独学でアンダースローの投球法を習得、独立リーグへの入団を模索した。

### 神戸三田・兵庫時代
2021年4月28日、関西独立リーグ（さわかみ関西独立リーグ）の神戸三田ブレイバーズに入団することが発表された。登録名は「工宜」。5月9日の対和歌山ファイティングバーズ戦（串本町の総合運動公園 サン・ナンタンランド）で救援として公式戦初登板。同月25日に行われたオリックス・バファローズとの交流戦にも登板し、ともに1回を無失点に抑えた。6月11日の対和歌山戦（アメニスキッピースタジアム）で、入団後初めて先発登板したが、制球難から球数がかさみ、3回を投げて被安打8、5失点（自責4）と炎上した。以降は、登板なくシーズンを終えた。
2022年5月12日、古巣・巨人三軍との交流戦（読売ジャイアンツ球場）で、同じく元巨人の折下光輝、山川和大、村上海斗とともにリーグ選抜メンバー入り。3回に救援登板したが、1回を投げて被安打3、3失点を喫した。
2023年4月2日、淡路島ウォリアーズとの開幕戦（キッピースタジアム）で開幕投手として先発登板し、7回無失点で勝利を挙げる。前年まで試行錯誤している段階だった投球フォームが安定し、この年は登板11試合のうち、9試合で先発投手として起用され、リーグの規定投球回に到達。4勝2敗、防御率1.68の成績で最優秀防御率のタイトルを獲得した。11月4日に2024年からのウエスタン・リーグ参加が内定しているくふうハヤテベンチャーズ静岡（当時は球団名未発表）のトライアウトに参加したほか、15日には2回目となる12球団合同トライアウトにも参加し、打者3人と対戦。この日の最高球速は128km/hで、田中俊太に安打を許したものの、ほか2人からは変化球で三振を奪う投球を見せた。しかしいずれの球団とも契約に至らないまま、2023年シーズンをもって任意引退で退団することが12月10日に球団公式X（旧Twitter）で発表された。

### 現役引退後
2024年から、古巣・巨人が運営する幼児から小学生を対象とした野球スクール・ジャイアンツアカデミーのコーチを務める。
2024年12月24日、2025年から読売ジャイアンツ女子チームのコーチを務めることが発表された (背番号は71)。

## 選手としての特徴
最速149km/hのストレートを武器とする本格派右腕。投球フォームは、2段モーションからやや上体をのけぞらせて角度をつけるオーバースロー。持ち球はスライダー、チェンジアップ、カーブ、フォーク。
巨人退団後、2019年12月にアンダースローに転向。転向後も140km/h前後の球速は出せるようになっている。変化球もオーバースロー時代から減らさないようにした結果、アンダースローとしては非常に珍しいフォークを投げることができ、これを決め球としている。2023年の時点ではクォータースローとも呼ばれる、膝あたりの位置から投球するフォームに落ち着いている。

## 人物
高校時代の野球生活については、巨人への入団後に「不完全燃焼という感じで、悔しいことの方が多かった。いい思い出はない」と述懐している。しかし、関西学院大学の準硬式野球部へ所属していた3年時に、準硬式野球の関西選抜チームの一員として台湾に遠征したことが転機になった。それまでは一般企業への就職を志していたが、台湾で硬式球へ触れた際に、「硬式球が指にしっかりと引っかかる」という感覚をつかめたという。この遠征を機に、進路をNPBの球団に絞ったため、就職活動から手を引いた。
巨人へ入団するきっかけになった2016年のNPBドラフト会議で、東北楽天ゴールデンイーグルスから6位で指名（後に支配下登録選手として入団）した鶴田圭祐（指名の時点では帝京大学準硬式野球部投手）とは、同郷（滋賀県出身）のよしみから連絡を取り合うほど仲が良い。
学生時代は自身と同姓・同じ関西地方（兵庫県）出身の坂本勇人の大ファンで、勇人の背番号（6）のレプリカユニフォームを身にまとって、阪神甲子園球場の阪神タイガース対巨人戦で巨人を応援したこともある。巨人への入団を機にチームメイトになったため、入団が決まった直後に勇人へ挨拶すると、関西弁で「お前が入ってきたせいで（名前で区別するために）俺が『坂本勇』って3文字になったやん」と突っ込まれた。

## 詳細情報

### 年度別投手成績
| 年 度    | 球 団    | 登 板 | 先 発 | 完 投 | 完 封 | 無 四 球 | 勝 利 | 敗 戦 | セ 丨 ブ | ホ 丨 ル ド | 勝 率 | 打 者 | 投 球 回 | 被 安 打 | 被 本 塁 打 | 与 四 球 | 敬 遠 | 与 死 球 | 奪 三 振 | 暴 投 | ボ 丨 ク | 失 点 | 自 責 点 | 防 御 率 | W H I P |
| -------- | -------- | ----- | ----- | ----- | ----- | -------- | ----- | ----- | -------- | ----------- | ----- | ----- | -------- | -------- | ----------- | -------- | ----- | -------- | -------- | ----- | -------- | ----- | -------- | -------- | ------- |
| 2019     | 巨人     | 2     | 0     | 0     | 0     | 0        | 0     | 0     | 0        | 0           | ----  | 12    | 2.0      | 5        | 0           | 0        | 0     | 1        | 3        | 0     | 0        | 3     | 3        | 13.50    | 2.50    |
| NPB：1年 | NPB：1年 | 2     | 0     | 0     | 0     | 0        | 0     | 0     | 0        | 0           | ----  | 12    | 2.0      | 5        | 0           | 0        | 0     | 1        | 3        | 0     | 0        | 3     | 3        | 13.50    | 2.50    |

- 2019年度シーズン終了時

### 年度別守備成績
| 年 度 | 球 団 | 投手  | 投手  | 投手  | 投手  | 投手  | 投手     |
| 年 度 | 球 団 | 試 合 | 刺 殺 | 補 殺 | 失 策 | 併 殺 | 守 備 率 |
| ----- | ----- | ----- | ----- | ----- | ----- | ----- | -------- |
| 2019  | 巨人  | 2     | 0     | 1     | 0     | 0     | 1.000    |
| 通算  | 通算  | 2     | 0     | 1     | 0     | 0     | 1.000    |

- 2019年度シーズン終了時

### 記録
投手記録
- 初登板：2019年4月13日、対東京ヤクルトスワローズ2回戦（東京ドーム）、8回表に5番手で救援登板、1回3失点
- 初奪三振：同上、8回表に西浦直亨から空振り三振

### 独立リーグでの投手成績
| 年 度     | 球 団         | 登 板 | 先 発 | 完 投 | 完 封 | 無 四 球 | 勝 利 | 敗 戦 | セ 丨 ブ | ホ 丨 ル ド | 勝 率 | 打 者 | 投 球 回 | 被 安 打 | 被 本 塁 打 | 与 四 球 | 敬 遠 | 与 死 球 | 奪 三 振 | 暴 投 | ボ 丨 ク | 失 点 | 自 責 点 | 防 御 率 | W H I P |
| --------- | ------------- | ----- | ----- | ----- | ----- | -------- | ----- | ----- | -------- | ----------- | ----- | ----- | -------- | -------- | ----------- | -------- | ----- | -------- | -------- | ----- | -------- | ----- | -------- | -------- | ------- |
| 2021      | 神戸三田 兵庫 | 2     | 1     | 0     | 0     | 0        | 0     | 1     | 0        | 1           | .000  | 26    | 4.0      | 10       | 0           | 3        | -     | 1        | 1        | 0     | 1        | 5     | 4        | 9.00     | 3.25    |
| 2022      | 神戸三田 兵庫 | 15    | 1     | 0     | 0     | 0        | 0     | 1     | 0        | 3           | .000  | 95    | 19.0     | 17       | 1           | 20       | -     | 5        | 13       | 2     | 0        | 17    | 17       | 8.05     | 1.95    |
| 2023      | 神戸三田 兵庫 | 11    | 9     | 0     | 0     | 0        | 4     | 2     | 0        | 1           | .667  | 193   | 53.2     | 36       | 0           | 10       | -     | 6        | 59       | 2     | 0        | 14    | 10       | 1.68     | 0.86    |
| 通算：3年 | 通算：3年     | 28    | 11    | 0     | 0     | 0        | 4     | 4     | 0        | 5           | .500  | 314   | 76.2     | 63       | 1           | 33       | -     | 12       | 73       | 4     | 1        | 36    | 31       | 3.64     | 1.25    |

- 2023年度シーズン終了時

### 背番号
- 006（2017年 - 2019年3月3日[9]）
- 58（2019年3月4日[9] - 同年終了）
- 39（2021年 - 2023年）
- 71（2025年 - ）

### 登録名
- 坂本 工宜（さかもと こうき、2017年 - 2019年）
- 工宜（こうき、2021年 - 2023年）

### 登場曲
- 「Beautiful Now feat. Jon Bellion」Zedd（2019年）